# Procambarus llamasi
Procambarus llamasi är en kräftdjursart som beskrevs av Villalobos 1954. Procambarus llamasi ingår i släktet Procambarus och familjen Cambaridae. IUCN kategoriserar arten globalt som livskraftig. Inga underarter finns listade i Catalogue of Life.